# Горбач, Михаил Михайлович
Михаил Михайлович Горбач (2 октября 1916, Сергеевка, Пирятинского уезда Полтавской губернии Российской империи — 11 февраля 1944, д. Сийвертси, Нарвский у., Эстонская ССР) — красноармеец Рабоче-крестьянской Красной Армии, участник Великой Отечественной войны, Герой Советского Союза (1944).

## Биография
Михаил Горбач родился в 1916 году в селе Сергеевка, Пирятинского уезда Полтавской губернии Российской империи (ныне — Прилукский район Черниговской области Украины) в крестьянской семье. Получил начальное образование, работал на шпалорезном заводе на станции Шожма Няндомского района Архангельской области. 
В мае 1942 года Горбач был призван на службу в Рабоче-крестьянскую Красную Армию и направлен на фронт Великой Отечественной войны. Принимал участие в боях на Ленинградском фронте. Участвовал в обороне Ленинграда. К февралю 1944 года красноармеец Михаил Горбач был орудийным номером 760-го истребительно-противотанкового артиллерийского полка 2-й ударной армии Ленинградского фронта. Отличился во время освобождения Эстонской ССР.
11 февраля 1944 года расчёт, в который входил Горбач, первым в своём подразделении переправился через реку Нарва. На подходе к берегу плот качнулся от близкого взрыва, в результате чего орудие оказалось в воде. Несмотря на ледяную воду, Горбач сумел привязать к нему трос и вместе с другими бойцами вытащить орудие. Во время стрельбы по противнику Горбач оперативно подавал снаряды. Когда из строя выбыл наводчик, Горбач заменил его собой, уничтожив несколько миномётных и пулемётных гнёзд. Благодаря действиям расчёта сумели переправиться через реку передовые стрелковые подразделения. Вскоре позиции десанта были контратакованы немецкими танковыми подразделениями. Расчёту Горбача удалось подбить два танка, но в ходе боя все артиллеристы, кроме Горбача, были тяжело ранены. Горбач продолжил вести огонь в одиночку, подбив ещё два танка, при этом сам был ранен, но поля боя не покинул. Когда кончились снаряды, он продолжил вести огонь из автомата по немецкой пехоте, следовавшей за танками, уничтожив около 20 солдат и офицеров противника. В том бою Горбач получил смертельное ранение. Похоронен в посёлке Нарва-Йыэсуу в Эстонии.
Указом Президиума Верховного Совета СССР от 1 июля 1944 года за «мужество и героизм, проявленные при защите города Ленинграда» красноармеец Михаил Горбач посмертно был удостоен высокого звания Героя Советского Союза. Также был награждён орденом Ленина и медалью.
Похоронен на кладбище Нарва-Йыэсуу.
В честь Горбача названы улицы в Нарве, Сергеевке и Няндоме.